# سان خوان دي لا إنثينيا
بلدية سان خوان دي لا إنثينيا (بالإسبانية: San Juan de la Encinilla) هي بلدية تقع في مقاطعة آبلة التابعة لمنطقة قشتالة وليون وسط إسبانيا.

## الديموغرافيا
بلغ عدد سكان بلدية سان خوان دي لا إنثينيا 103 نسمة عام 2011 (وفقاً للمعهد الوطني للإحصاء الإسباني).
| 151 | 138 | 125 | 124 | 116 | 103 | 103 |